# Parkland (Alberta)
Parkland est un hameau (hamlet) de Willow Creek No 26, situé dans la province canadienne d'Alberta.